# Świdwie (jezioro)
Świdwie (niem. Neuendorfer See) – jezioro o powierzchni ok. 45 ha i średniej głębokości 0,7 m, na Równinie Wkrzańskiej w powiecie polickim (województwo zachodniopomorskie) na skraju Puszczy Wkrzańskiej. Akwen otoczony jest przez około 800 ha terenów podmokłych z bujną roślinnością wodną wchodzących w skład rezerwatu przyrody Świdwie. Przez jezioro przepływa rzeka Gunica.
Nad jeziorem lub w jego bezpośredniej bliskości położone są wsie Bolków na południu, Węgornik na wschodzie i Zalesie na północy.
Nad jeziorem, w Bolkowie, odkryto relikty społeczeństwa łowieckiego okresu wczesnoholoceńskiego i domniemane sanktuarium szamańskie z okresu mezolitu.
Występuje tu 150 gatunków ptaków m.in. łabędzi, żurawi. W 1974 założona została stacja ornitologiczna Polskiego Towarzystwa Zoologicznego, która rocznie przeprowadza badania i obrączkowanie ok. 5 tysięcy ptaków.